# Cantharidus purpureus
Cantharidus purpureus là một loài ốc biển kích thước trung bình-nhỏ, là động vật thân mềm chân bụng sống ở biển trong họ Trochidae.

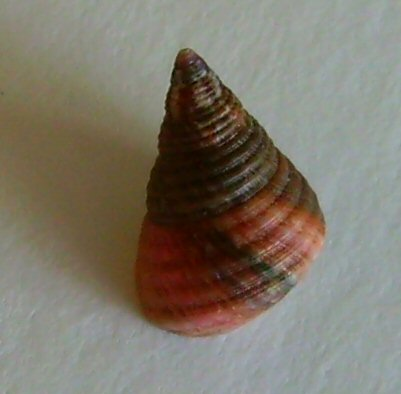
lateral view
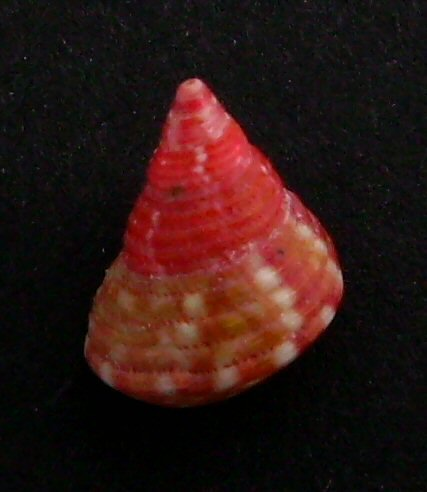
lateral view